# 朱遜烠
懷仁榮定王朱遜烠（1425年—1490年），明朝代藩第一代懷仁王，代簡王朱桂的庶第八子。

## 生平
正統二年（1437年），封懷仁王。
朱遜烠作恶多端，凶暴蛮横，经常与父亲朱桂穿着短衣小帽，持大棍、斧子及锤子上街，殴打平民百姓，并随意出城前往真武庙，又与军人武亮纵情玩乐，棰杀另一名军人，遭到朝廷责备。又与兄宣宁王朱逊炓离间朱桂与世孙朱仕㙻的关系，导致朱桂数次斥责朱仕㙻，听闻此事之人皆为之抱不平。明英宗为此下书斥责朱桂不能包容朱仕㙻，又责难朱遜烠与朱逊炓在节日朝觐之时不按规矩行礼，藐视朝廷、在祭祀典礼期间不行礼就取走祭品、挑拨离间，与父朱桂攻击朱仕㙻等种种恶行恶状，并责令朱遜烠洗心革面。天順五年（1461年），朱遜烠離開大同府，遷往霍州。
弘治三年（1490年），朱遜烠去世，享年六十六歲，諡號榮定。嫡次子朱仕㙩早卒，朱仕㙩之庶長子朱成鈀一年後襲爵。

## 家庭

### 妻
- 呂氏，西城兵馬副指揮呂和女，正統六年（1441年）冊為懷仁王妃[7]

### 妾
- 齊氏，冊為懷仁王夫人[8]
- 紀氏，成化十年（1474年）冊為懷仁王夫人，生朱仕塉[9]
- 賈氏，生朱仕塠[10]

### 子
- 嫡次子：鎮國將軍→懷仁安僖王（追封）朱仕㙩[11]
- 第三子：鎮國將軍朱仕埂[12]
- 第四子：鎮國將軍朱仕在
- 第五子：鎮國將軍朱仕垘[13]
- 子：鎮國將軍朱仕墝[14]
  - 子：輔國將軍朱成鋥[15]，弘治元年（1488年）賜誥命冠服[16]
    - 庶長子：朱聰澹，弘治十四年（1501年）七月賜名[17]
    - 子：奉國將軍朱聰潭[18]，配董氏，封淑人[15]
      - 子：鎮國中尉朱俊枝（1529年4月19日—1583年12月16日），號荊山，其親家趙廷卿為其撰書墓誌銘，配任氏，選宮人韓氏[15]
        - 第一子：輔國中尉朱充𦩗[19]，號鳳軒，配趙氏，是趙廷卿的女兒，該授宜人，因宗例查嚴，停止代辦，暫就眷祿[15]
          - 第一子：朱廷堮[20]，配李氏，是當地大族李化龍的女兒[15]
          - 第二子：朱某，幼未名[15]
          - 第一女：配業儒許三晉[15]
          - 第二女：朱氏，幼未配[15]

        - 第二子：朱充魦[21]，未配早亡[15]
        - 第一女：宗女，嫁□思賢[15]
        - 第二女：宗女，嫁馬騰雲[15]
        - 第三女：宗女，嫁喬宗武[15]
        - 第四女：宗女，嫁董世全[15]
        - 第五女：宗女，嫁劉國正[15]
- 庶子：鎮國將軍朱仕塉[9]
- 第八子：鎮國將軍朱仕
- 第九子：鎮國將軍朱仕𡒌
- 庶十子：鎮國將軍朱仕塠[22]
- 第十一子：鎮國將軍朱仕埈[23]
- 第十二子：鎮國將軍朱仕㙎[24]

### 女
- 第一女：安肅縣主[25]
- 女：靈山縣主，儀賓江浩[26]